# Nacogdoche
Els nacogdoche - nakúʔkidáawtsiʔ en llengua caddo - eren una tribu d'amerindis dels Estats Units de Texas oriental. La tribu també era coneguda com a nazadachotzi, nacadocheeto, nacodissy, nacodochito, nagodoche, nasahossoz, naugdoche, nocodosh, i neticatzi.

## Història
Els nacogdoche formaven part de la branca oriental de la federació hasinai dins la Confederació Caddo i eren aliats dels baixos Nasoni. El seu territori tradicional era situat entre els rius Angelina i Sabine a Texas. El cavaller d'Elvas, un membre de l'expedició d'Hernando de Soto de 1541, va escriure sobre la tribu, com va fer Francisco de Jesus Maria en 1691.
En 1716 els frares franciscans que acompanyaren l'explorador espanyol Domingo Ramón fundaren la missió de Nuestra Señora de Guadalupe de los Nacogdoches per servir als nacogdoche i a les tribus veïnes. En 1750 un cap nacogdoche, Chacaiauchia, va amenaçar de matar el pare que presideix en la missió, el pare Calahorray Sanz, i demanà que tots els altres espanyols marxessin del territori dels nacogdoches. Aquesta amenaça no es va complir. La missió va romandre fins al 1773, amb breus períodes inactius a causa de temor a l'atac francès.
El governador de Texas va visitar els nacogdoche en 1752. La seva vila principal, Nevantin, era situada vora l'actual Nacogdoches, Texas, que va rebre el nom per la tribu. Quatre monticles envoltaven del lloc de Nevantin, fins als temps de la investigació.
Mentre que els colonitzadors espanyols van reclamar la terra nacogdoche, la tribu negociava lliurement amb els francesos. Els comerciants francesos els van proporcionar armes de foc, municions, ganivets de fulla de metall, tela, tint vermelló, i altres articles diversos a canvi de cavalls, preparat pells d'animals, el greix d'os, fesols, blat de moro i esclaus apatxes.
En 1800, les malalties europees i la guerra havien reduït considerablement la població de la tribu. Els supervivents es van unir a altres tribus hasinai.
Finalment, foren obligats a assentar-se a la Reserva Wichita a Territori Indi en el segle xix. Actualment estan registrats com a membres de la tribu reconeguda federalment Nació Caddo d'Oklahoma.